# Бурмистров, Александр Иванович
Александр Иванович Бурмистров (1929—2008) — советский работник угольной промышленности, Герой Социалистического Труда.

## Биография
Родился 30 августа 1929 года в станице Новотитаровская Кубанского округа Северо-Кавказского края, ныне Динского района Краснодарского края.
Прибыл в город Донецк (РСФСР) в 1948 году. После окончания школы ФЗО пришёл на шахту «Юго-Западная» (позже стала называться «Донецкая») и быстро овладел шахтерской наукой — работал стрелочником, стволовым, кондуктором, машинистом электровоза. В 1952 году на шахте начал работать мощный угольный комбайн, Александр быстро освоил его и стал управлять им самостоятельно. Через некоторое время его назначили бригадиром комсомольско-молодёжной бригады горнорабочих очистного забоя.
В 2004 году, в день 75-летия, А. И. Бурмистрова поздравил губернатор В. Ф. Чуб и вручил юбиляру Почётную грамоту администрации области и премию, которыми отмечен многолетний, добросовестный труд Бурмистрова и его большой личный вклад в социально-экономическое развитие области.
Умер 10 декабря 2008 года, похоронен в Донецке.
Жена — Татьяна Бурмистрова, в семье выросли две дочери.

## Награды
- Указом Президиума Верховного Совета СССР от 26 апреля 1957 года — за выдающиеся успехи в деле развития угольной промышленности в годы 5-й пятилетки, машинисту комбайна шахты «Юго-Западная» № 1 комбината «Шахтантрацит», Александру Бурмистрову было присвоено звание Героя Социалистического Труда с вручением ордена Ленина и золотой медали «Серп и Молот».
- Также награждён многими медалями, среди которых «За трудовое отличие» и «Ветеран труда».
- Почётный Шахтер и Почётный гражданин города Донецка.

## Память
- В Донецке на доме, где жил Бурмистров, установлена мемориальная доска.[4]

## Интересный факт
Александр Иванович Бурмистров впервые внедрил комплексную организацию труда в угольной промышленности Советского Союза.